# Kiamba
Kiamba (Bayan ng Kiamba) är en kommun i Filippinerna. Kommunen ligger på ön Mindanao, och tillhör provinsen Sarangani. Folkmängden uppgår till 44 724 invånare.

## Bildgalleri

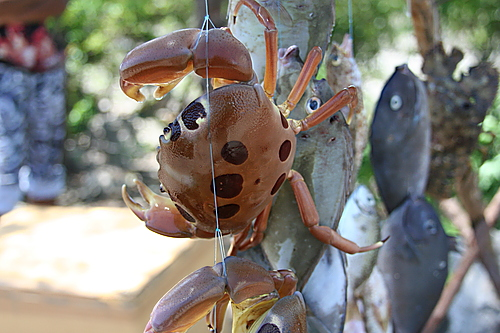
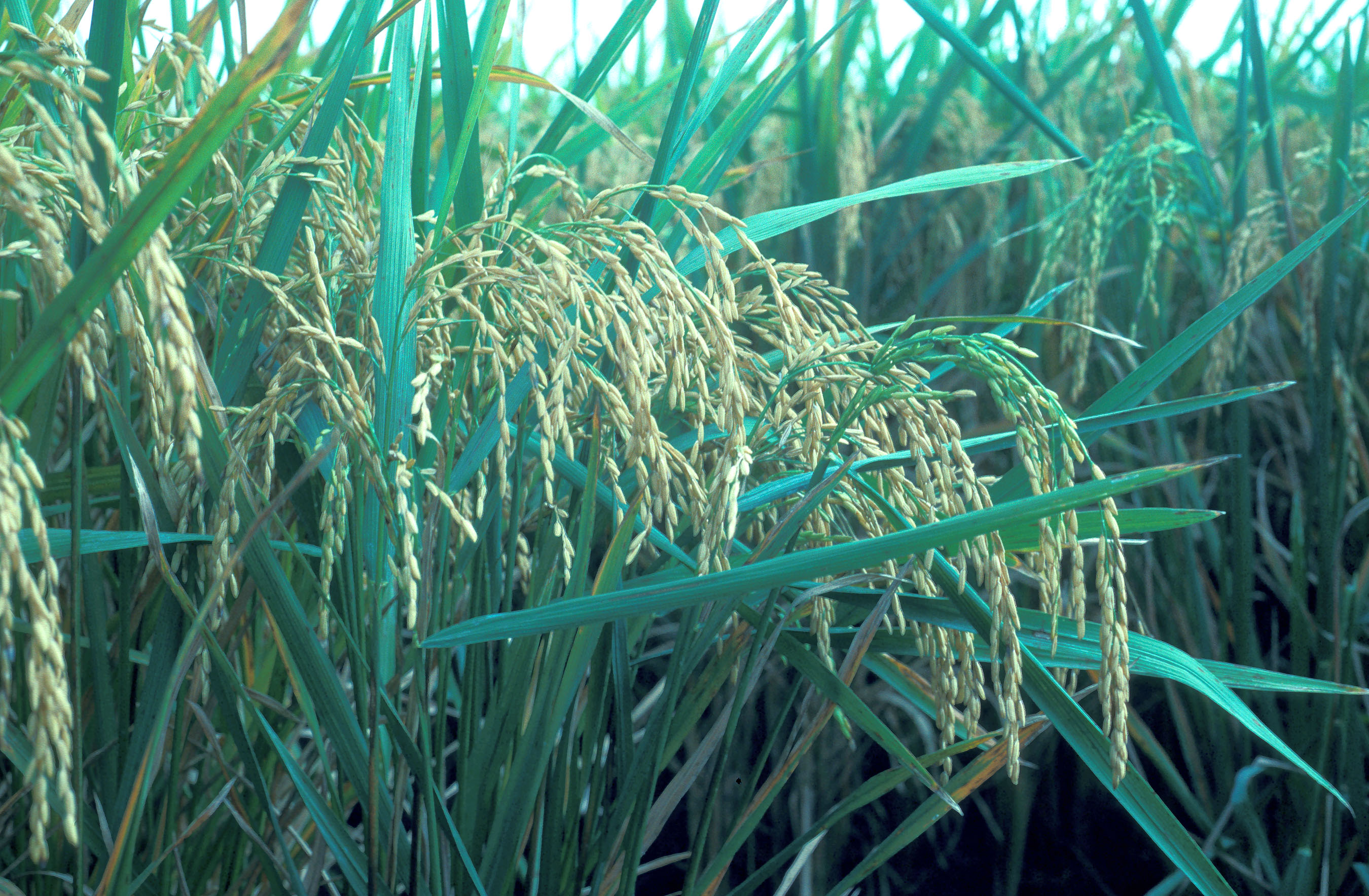
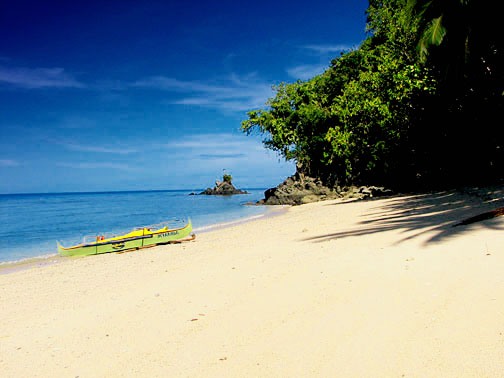
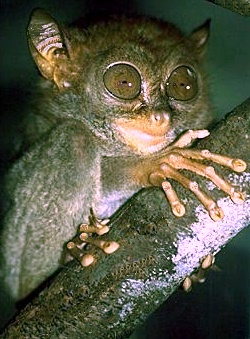

## Barangayer
Kiamba är indelat i 19 barangayer.
| - Badtasan - Datu Dani - Gasi - Kapate - Katubao - Kayupo - Kling (Lumit) - Lagundi - Lebe - Lomuyon | - Luma - Maligang - Nalus - Poblacion - Salakit - Suli - Tablao - Tamadang - Tambilil |